# 西別院駅
西別院駅（にしべついんえき）は、福井県福井市松本三丁目にある、えちぜん鉄道三国芦原線の駅である。駅番号はE25。

## 歴史
- 1929年（昭和4年）12月1日：三国芦原電鉄の福井口 - 西福井（現在の福大前西福井駅）間に駅新設[1][2][3]。
- 1942年（昭和17年）8月1日：三国芦原電鉄が京福電気鉄道（京福）と合併[4]。同社の三国芦原線の駅となる[3]。
- 1967年（昭和42年）4月7日：貨物取扱を廃止[5]。
- 1970年（昭和45年）7月1日：駅業務を委託化[5]。
- 2001年（平成13年）6月24日：京福越前本線で列車正面衝突事故が発生（京福電気鉄道越前本線列車衝突事故）[6]。これに伴う全線運行休止により休業[5][7]。
- 2003年（平成15年）
  - 2月1日：京福がえちぜん鉄道に駅施設を譲渡[7]。同社の三国芦原線の駅となる[8]。
  - 7月20日：三国芦原線の福井口 - 西長田（現在の西長田ゆりの里駅）間の運行再開に伴い、営業再開[7]。

## 駅構造

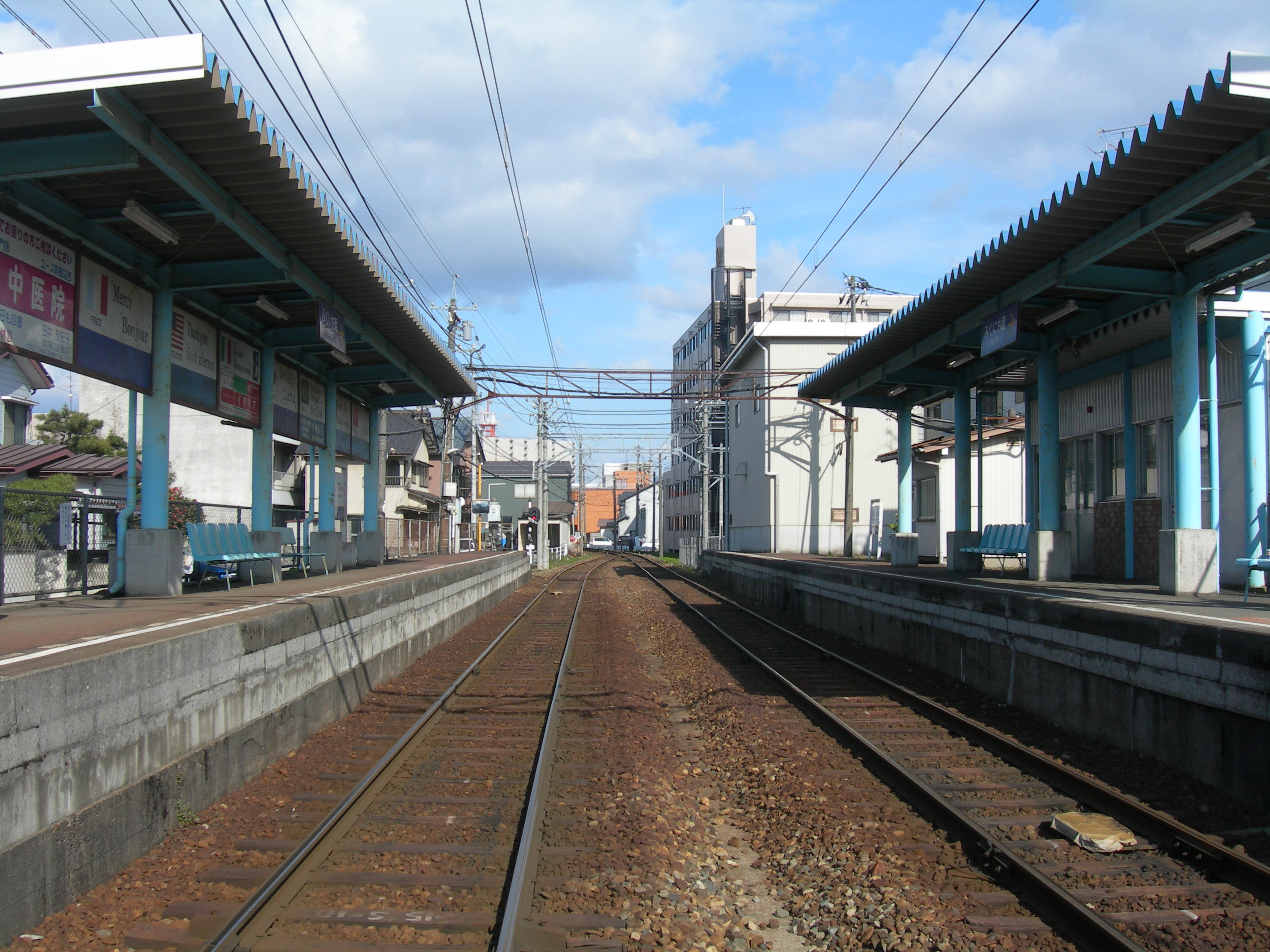
ホーム

相対式ホーム2面2線の地上駅で、平日の一部時間帯に限り駅員が配置されている。線路南側に駅舎があり、ホーム間は構内踏切で結ばれている。
| のりば | 路線        | 方向 | 行先                                    |
| ------ | ----------- | ---- | --------------------------------------- |
| 1      | ■三国芦原線 | 上り | ふくい方面 (福井方面)                   |
| 2      | ■三国芦原線 | 下り | みくに方面 (あわら湯のまち・三国港方面) |

## 利用状況
1日の平均乗降人員は以下のとおりである。
| 乗降人員推移 | 乗降人員推移 |
| 年度         | 1日平均人数  |
| ------------ | ------------ |
| 2011年       | 377          |
| 2012年       | 437          |
| 2013年       | 423          |
| 2014年       | 388          |
| 2015年       | 350          |
| 2016年       | 307          |
| 2017年       | 335          |
| 2018年       | 324          |

## 駅周辺
当駅周辺は市街地に位置しており、住宅地でもある。
- 本願寺福井別院（浄土真宗本願寺派） - 通称は「西別院」、当駅の由来となっている[2]。
- 北陸中学校・高等学校
- 福井市宝永小学校
- 福井県福井合同庁舎 - 福井県税事務所、福井県福井農林総合事務所、福井県計量室
- 興宗寺（岩佐又兵衛墓所）
- 福井市消防局中消防署
- 幾久公園
- 福井県立歴史博物館

バス路線
- 京福バス すまいるバス北ルート（田原・文京方面） 西別院駅バス停留所

## 隣の駅
えちぜん鉄道
■三国芦原線
□快速（上りのみ）・■普通
まつもと町屋駅 (E24) - 西別院駅 (E25) - 田原町駅 (E26)